# Helena I de Bosnia
Helena (en serbocroata: Jelena/Јелена; c.1345 - después del 18 de marzo de 1399), también conocida con el nombre de Gruba (Груба), gobernó el Reino de Bosnia desde septiembre de 1395 hasta finales de abril o principios de mayo de 1398. Fue reina consorte del rey Dabiša. En 1395 fue elegida por el Stanak para gobernar el Reino de Bosnia. Es probable que ella sea la reina reinante, pero el poder real estaba en manos de los magnates del reino. Su gobierno terminó cuando Ostoja fue elegido nuevo rey. Sigue siendo la única mujer jefa de estado en la historia de Bosnia y Herzegovina.

## Familia

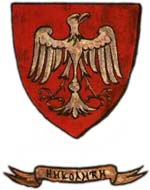
Escudo de la familia Nikolić

No se sabe con certeza el origen de Helena. Lo más probable es que fuera miembro de la familia noble Nikolić de Zahumlia.
Una carta fechada el 17 de julio de 1392 es la fuente más antigua existente que nombra a Helena como reina y esposa de Dabiša, quien había sucedido a Tvrtko I en marzo de 1391, y la ubica al lado de Dabiša en Lušci. Como reina consorte, Helena respaldó los actos de su esposo. Esto lo sabemos porque el rey enfatizaba en los estatutos que consulto con su esposa. La familia de Helena ganó una influencia significativa en los asuntos de estado durante el reinado de su marido, hasta obtuvieron el derecho a cobrar el tributo por Ston de la República de Ragusa en 1393. La pareja real tuvo una hija llamada Stana, cuya hija Vladava se casó con el noble Juraj Radivojević mientras aún vivía Dabiša. En 1394, Helena estuvo de acuerdo con la decisión de Dabiša de designar al rey Segismundo de Hungría como su heredero.

## Entronización
En 1394, Segismundo de Hungría había sido nombrado heredero de Dabiša. Sin embargo, cuando Dabiša murió el 8 de septiembre de 1395, los principales nobles – gran duque Hrvoje Vukčić Hrvatinić, el príncipe Pavao Radinović, el duque Sandalj Hranić y Juraj Radivojević – se negaron a cumplir el acuerdo que Dabiša había hecho con Segismundo. Segismundo formó un ejército y marchó a la cercana Sirmia con el objetivo de reclamar el trono bosnio, pero los nobles convocaron un stanak y eligieron a Helena como sucesora de Dabiša. 

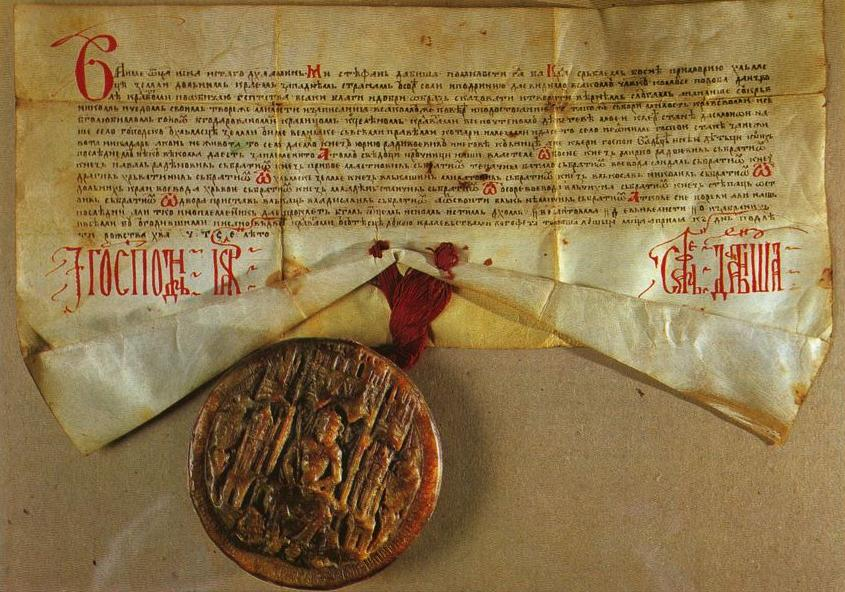
Una carta emitida por Dabiša y respaldada por Helena, donde entrega al pueblo Veljaci a su hija Stana, para ser heredado por su hija Vladava y su yerno Juraj Radivojević.

El rey Segismundo de Hungría no dispuesto a enfrentarse a una nobleza unida, Segismundo se retiró. Su posición en Bosnia era precaria por la muerte de su esposa Mary, heredera de Hungría y prima de Dabiša; y prefirío enfocarse en la campaña contra los otomanos que lo derrotarían en la batalla de Nikopolis.
Segismundo consintió en que Helena asumiera el poder y los funcionarios de Ragusa le pidieron que intercediera ante la Reina en su nombre. Durante este periodo, la República de Ragusa no confirmó las cartas entregadas de la monarca bosnia a la República, ya que aparentemente porque no tenía derecho a hacerlo.

## Reinado

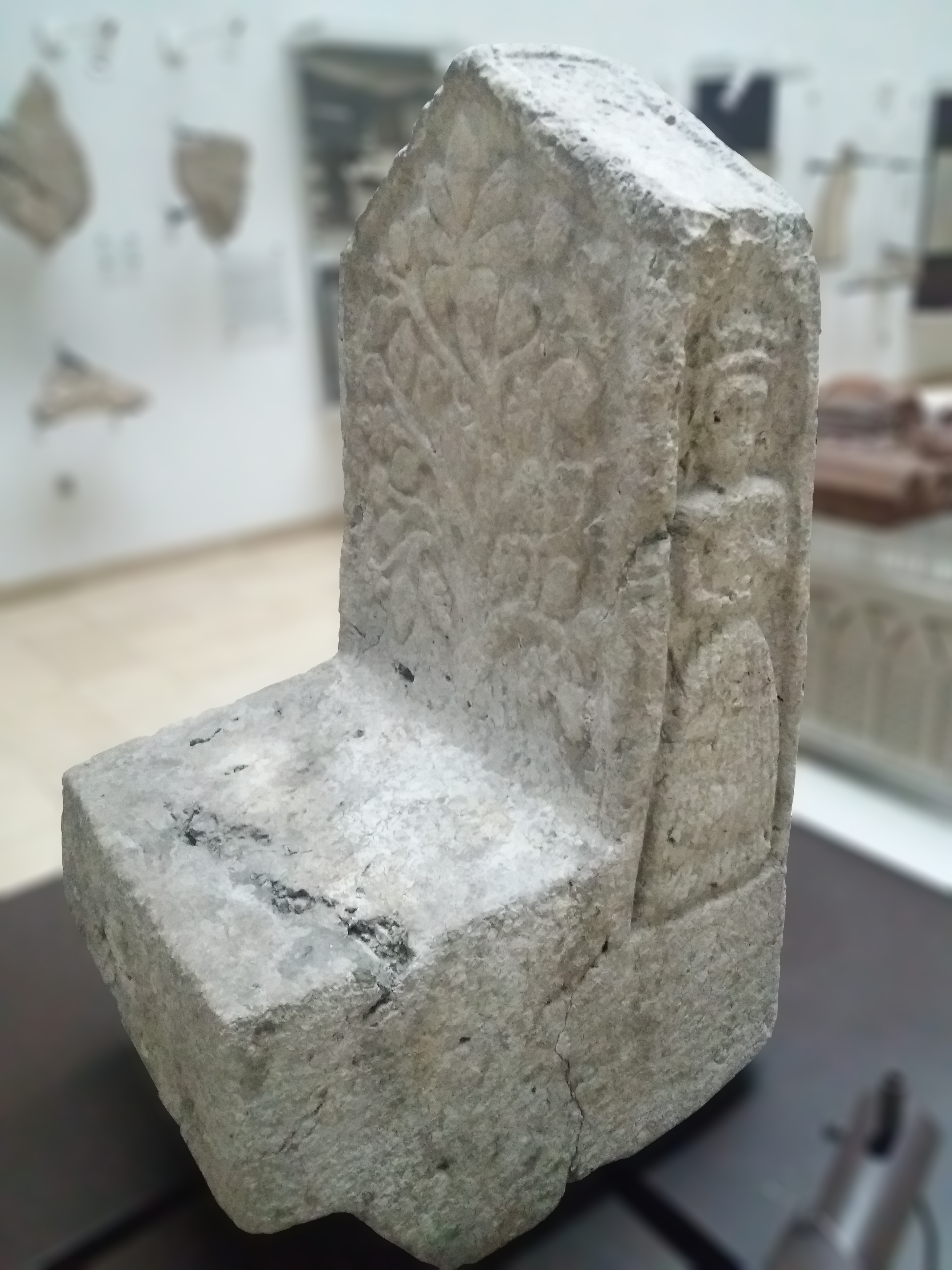
Asiento real de la reina Helena, que está representada al lado.

Durante su reinado, fue una reina títere a manos de los nobles. Segismundo era la autoridad reconocida por Ragusa, por lo que las cartas enviadas por la reina debían ser confirmadas por el rey de Hungría. Sin embargo, Bosnia pudo conservar su autonomía.
Después de que la Batalla de Nicópolis aniquilara gran parte del ejército húngaro, un pretendiente al trono bosnio presentó su reclamo contra la reina Helena. Uno de los nobles apoyaba el reclamo del rey Ladislao de Nápoles sobre Hungría, de la ciudad eslavona de Požega, comenzó a llamarse rey de Bosnia. A mediados de diciembre de 1395, Helena había consolidado con éxito su control sobre el trono, y el pretendiente fue asesinado por los partidarios de Segismundo en 1396, sin haber amenazado nunca el reinado de Helena. El gobierno de Helena se destaca como el período durante el cual el apoyo bosnio a Ladislao decayó brevemente.
Cualquiera que fuera el papel oficial de la reina Helena, funcionaba como una simple marioneta de la nobleza. Todas sus cartas supervivientes señalan específicamente que habían sido aprobadas por los principales nobles. En una carta sobreviviente, la reina Helena nombra al "duque Hrvoje Vukčić Hrvatinić, al príncipe Pavle Radenović, al duque Sandalj Hranić y al Tepčija Batalo "como los magnates a quienes consultó". La autonomía de la nobleza bosnia alcanzó su punto máximo durante el reinado de Helena. Habiéndose vuelto virtualmente autónomos, sus vasallos se involucraron en una guerra interna que debilitó al Reino e impidió su participación en la política regional.
Uno de los nobles, Ostoja, se erigió como pretendiente en 1397. Fue apoyado por los magnates más poderosos: Sandalj Hranić Kosača , Pavle Radinović y Hrvoje Vukčić Hrvatinić. 
La amenaza de los otomanos gobernados por Bayaceto I crecía más durante el gobierno de Helena, que durante los reinados de Dabiša y Tvrtko I. Por esos tiempos, los otomanos no llegaron a atacar Bosnia debido a la victoria de Vuk Branković, cuya tierra se había interpuesto entre Helena y Bayaceto. 
El ejército otomano que llegó a Bosnia en enero de 1398, dirigido por los hijos de Bayaceto I y el señor serbio Stefan Lazarević, y era más grande que los derrotados por los predecesores de Helena en 1388 en la Batalla de Bileća y 1392. Sin embargo, la expedición de saqueo fracasó debido a un invierno severo y una nieve profunda en la que perecieron muchos de los soldados otomanos.

## Deposición y secuelas
La derrota otomana no significó el triunfo de Helena; en marzo de 1398, Bosnia se vio acosada por la lucha interna. Parece que la familia de Helena, los Nikolić, intentaron aprovechar aún más sus relaciones reales y liberarse de la subordinación a la Casa de Kosača para convertirse en vasallos inmediatos del monarca. Esta puede haber sido la razón de un levantamiento contra Helena.
Mantuvo una gran cantidad de apoyo en abril, cuando Ragusa le rindió homenaje. Los últimos en permanecer de su lado fueron la familia noble Radivojević, incluido el nieto político de Helena, Juraj. El 10 de mayo, sin embargo, el pariente de su marido, Ostoja, fue entronizado como el nuevo rey de Bosnia. A la deposición se opusieron sus hermanos y sobrinos. Por lo tanto, se vieron obligados a refugiarse en Ragusa, pero Helena permaneció en Bosnia, donde fue tratada con el honor porque era una reina viuda.
Durante el reinado del rey Ostoja, Helena retomó el nombre de Gruba (probablemente su "nombre popular", en oposición a uno del calendario de los santos) y retuvo el título de reina, pero sin la titulación regia ("por la Gracia de Dios Reina de Rascia, Bosnia, etc"). La última mención a Gruba se encuentra en una carta enviada por las autoridades de Ragusa el 18 de marzo de 1399. Por esos tiempos, Zahumlia estaba siendo azotada por una epidemia, por lo que se sospecha que la ex-reina murió por la enfermedad.